# Bjørn Kalsø
Bjørn Kalsø (Syðradalur (Kalsoy), 1966. március 23.) feröeri ács, tanár, politikus, a Sambandsflokkurin tagja.

## Pályafutása
1991-ben ács szakmát szerzett, majd 1999-ben tanári diplomát kapott a Føroya Læraraskúlin. 1999–2002 között tanított Klaksvíkban, majd önálló vállalkozóként ácsmunkákat vállalt.
1995–2004-ig Húsar község polgármestere volt. 2004–2008 között halászati miniszter volt Jóannes Eidesgaard első kormányában. 2008-ban lett a Løgting tagja. 2011-től 2015-ig kulturális miniszter volt Kaj Leo Johannesen második kormányában.

## Magánélete
Szülei Sólmay és Stefan Kalsø. Felesége Hennibeth Kalsø (Mariu és Sørmund Olsen lánya). Három gyermekük van.

## Fordítás
- Ez a szócikk részben vagy egészben a Bjørn Kalsø című német Wikipédia-szócikk ezen változatának fordításán alapul.  Az eredeti cikk szerkesztőit annak laptörténete sorolja fel. Ez a jelzés csupán a megfogalmazás eredetét és a szerzői jogokat jelzi, nem szolgál a cikkben szereplő információk forrásmegjelöléseként.
- Ez a szócikk részben vagy egészben a Bjørn Kalsø című norvég Wikipédia-szócikk ezen változatának fordításán alapul.  Az eredeti cikk szerkesztőit annak laptörténete sorolja fel. Ez a jelzés csupán a megfogalmazás eredetét és a szerzői jogokat jelzi, nem szolgál a cikkben szereplő információk forrásmegjelöléseként.